# Arend Koolen
Arend Koolen (Strijp, 25 mei 1917 – Eindhoven, 8 mei 1996) was een Nederlands voetballer en voetbaltrainer.
Koolen speelde als voetballer bij Eindhoven en maakte deel uit van het elftal dat in 1937 de Holdertbeker won. Koolen werd later voetbaltrainer. Hij nam in 1954 VVV onder zijn hoede, in twee periodes RBC (1959-1961 en 1966-1968), in twee periodes LONGA (1962-1963 en 1964-1965) en tussendoor Wageningen (1961-1962). Hij overleed in 1996 op 78-jarige leeftijd.

## Erelijst
Eindhoven
| Nationaal    |    |         |
| Holdertbeker | 1x | 1936/37 |